# Gustav Becker

Густав Беккер (1819—1885)

Gustav Becker (рус. Густав Беккер) — марка швейцарских часов.

## История
Будущий великий часовой мастер Густав Беккер родился в Силезии в 1819 году. В 1837 году Беккер окончил часовую школу и в течение десяти лет совершенствовал своё мастерство в Вене. В 1847 году он открыл свою собственную мастерскую в городе Фрайбурге. В Пруссии в это время царила безработица, что привело к переезду часовых мастеров в другие регионы Германии. Беккеру пришлось работать одному, без помощников. Благодаря своему старанию и профессионализму, Густав Беккер в 1852 году смог открыть свой магазинчик по продаже часов. В этом же году в Силезии состоялась промышленная выставка, где часы под маркой Gustav Becker с клеймом в виде якоря и двумя буквами-инициалами GB были представлены публике. Модель настольных часов Густава Беккера получила золотую медаль за «оригинальный внешний вид». Изображение этой медали Беккер в дальнейшем стал использовать в своей торговой марке. Эта награда была не единственной, далее последовали и другие.
С 1860 года мастерская Беккера превратилась в целую фабрику по производству интерьерных часов. Сюда приглашались лучшие мастера со всей Европы. Постепенно промышленность расширялась, создавались новые фабрики.
В 1875 году Густав Беккер получил новый заказ от кайзера Вильгельма на производство трёхсот тысяч часов для королевского двора, после чего Беккер становится почётным членом Королевского торгового общества. С этого времени развитие бизнеса Густава Беккера ускорилось. Высокое качество, дизайн и точность хода его часов завоевали немало наград на выставках мира. В 1885 году было произведено пятьсот тысяч часов в честь рейхсканцлера Бисмарка. Корпус этих часов символизировал собой борьбу Бисмарка за объединение Германии.
1885 год стал последним для Густава Беккера, в сентябре он скончался. После смерти Густава дело часового бизнеса возглавил его сын — Пауль Альберт Беккер, которому в это время было 25 лет. В 1889 году компания Gustav Becker сменила своё название на «Объединённую Фрайбургскую часовую мануфактуру» и стала одним из крупнейших экспортёров больших германских часов на мировой рынок. Сначала выпускались только напольные, настенные, настольные и каминные часы. Они были настолько популярны, что ими заинтересовались швейцарские производители, которые в дальнейшем соединили германский стиль со своим собственным. В то же время компания Gustav Becker переняла опыт у швейцарцев и стала выпускать наручные часы, которые уже тогда были довольно востребованы. В то время произошло объединение германских и швейцарских мастеров. Часовое производство Беккера полностью переместилось в Швейцарию.
В 1930-е годы произошло слияние компании Gustav Becker и Junghans, известного германского производителя «больших» часов. После окончания Второй мировой войны компания остановила производство настенных часов, и в настоящее время таковые не выпускаются.